# John Stainton
John Stainton est un réalisateur, producteur et scénariste américain.

## Filmographie
Comme réalisateur
- 1996 : Crocodile Hunter (série TV)
- 1999 : Croc Files (série TV)
- 2002 : The Crocodile Hunter Diaries (série TV)
- 2002 : Traqueur de croco en mission périlleuse (The Crocodile Hunter: Collision Course)
- 2004 : Island of Snakes (TV)
- 2004 : Ice Breaker (TV)
- 2004 : Search for a Super Croc (TV)
- 2004 : Crocs in the City (TV)
- 2004 : Tigers of Shark Bay (TV)
- 2004 : Confessions of the Crocodile Hunter (TV)

Comme producteur
- 2002 : Traqueur de croco en mission périlleuse (The Crocodile Hunter: Collision Course)
- 2004 : Island of Snakes (TV)
- 2004 : Ice Breaker (TV)
- 2004 : Search for a Super Croc (TV)
- 2004 : Crocs in the City (TV)
- 2004 : Tigers of Shark Bay (TV)
- 2004 : Confessions of the Crocodile Hunter (TV)